# Nepomuk-Figur (Grevenbrück)

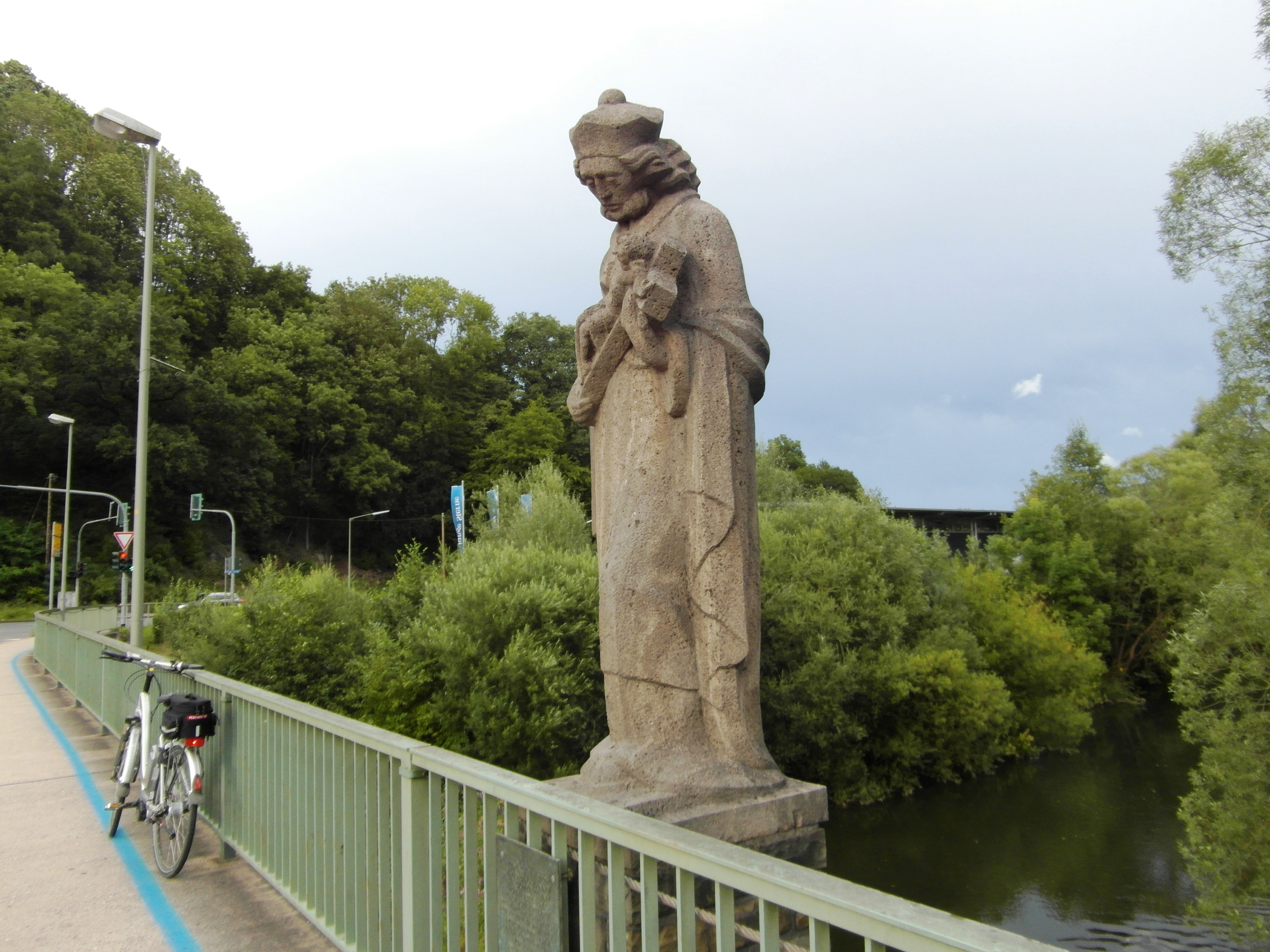
Nepomuk-Figur an der Lennebrücke

Die Nepomuk-Figur auf der Lennebrücke Grevenbrück ist eine unter Denkmalschutz stehende Skulptur in Lennestadt.

## Standort
Die 2,20 Meter hohe Muschelkalk-Statue des Heiligen Johannes Nepomuk befindet sich an der Lennebrücke (bekannt auch als Johannesbrücke) in Grevenbrück. Hier vereinten sich seit früher Zeit die historisch wichtigen Fernwege Heidenstraße und Römerweg. Spätestens seit 1395 nutzten sie gemeinsam die Brücke über die Lenne. Heute kreuzen dort die Bundesstraßen B 55 und B 236. Die Nepomuk-Figur an der Lennebrücke steht damit an einem für die Entwicklung des Ortes bedeutsamen Platz.

## Geschichte
Der böhmische König Wenzel IV. ließ den Priester Johannes Nepomuk am 20. März 1393 von der Prager Karlsbrücke in die Moldau stürzen und ertränken. Der Legende nach starb Johannes Nepomuk den Märtyrertod, weil er sich weigerte, das Beichtgeheimnis zu brechen. Er wurde 1729 heiliggesprochen. Nepomuk wird besonders als Brückenheiliger verehrt und gilt u. a. als Schutzpatron der Beichtväter sowie der Schiffer und Flößer.
Die erste Nepomuk-Statue in Grevenbrück soll im Jahr 1730 angefertigt worden sein. Ihr Erbauer war möglicherweise der Prager Bildhauer Ferdinand Maximilian Brokoff, wobei ein sicherer Nachweis für diese Annahme fehlt. Brokoff war nachweislich bis März 1730 im Zisterzienser-Kloster Grüssau in Schlesien tätig und starb Anfang März 1731 in Prag an der Schwindsucht. Seine Tätigkeiten in diesem letzten Jahr und ob er eventuell noch zu einem Arbeitsauftrag in den Sauerländer Raum kam, lassen sich nicht verlässlich rekonstruieren. Brokoffs Vater war der populäre Bildhauer Johann Brokoff, der unter anderem eine der berühmtesten Nepomuk-Statuen überhaupt fertigte, diejenige auf der Karlsbrücke. Auch Ferdinand Maximilian Brokoff selbst werden einige Figuren auf der Karlsbrücke zugeschrieben. Die Grevenbrücker Nepomuk-Statue ist mit der Sprengung der Lennebrücke im Jahr 1945 untergegangen, ihr Verbleib ist bis heute ungewiss.
Die derzeitige Nepomuk-Figur wurde im Jahr 1949 von dem heimischen Bildhauer Ewald Büngener als freie Nachschöpfung der Vorgängerskulptur geschaffen. Zur Statue von 1949 gehört eine Bronzetafel, die den Begleittext zur Vorgängerfigur wiederholt: „Niemals ein Bild/O Wandersmann/nur Gott allein/den bete an/und den verehr/mein frommer Christ/der durch dies Bilde verstanden ist/dass er dich schütze vor Gefahr den Tag hindurch und jedes Jahr/Teil auch den Armen etwas mit/dass er bei Gott drum für Dich bitt“. Der Spendenaufruf in den letzten beiden Zeilen bezog sich auf einen Opferstock, der im Sockel der alten Figur eingelassen war.

## Denkmalschutz
Die Nepomuk-Figur wurde am 5. März 2014 in die Denkmalliste der Stadt Lennestadt eingetragen. Für die Erhaltung der Statue sprechen die Erinnerung an das Werk und Schaffen des christlichen Bildhauers Ewald Büngener und auch städtebauliche Gründe, weil die Statue die Aufmerksamkeit auf die Brücke als historisch bedeutsamen Ort lenkt.